# Tunas Nuevo
Tunas Nuevo ist eine Ortschaft im Departamento Santa Cruz im Tiefland des südamerikanischen Andenstaates Bolivien.

## Lage im Nahraum
Tunas Nuevo liegt in der Provinz Chiquitos und ist ein Ort im Cantón Pailón im Municipio Pailón. Die Ortschaft liegt auf einer Höhe von 273 m in dem landwirtschaftlich intensiv genutzten Gebiet, 30 Kilometer südwestlich des Höhenzuges Loma Piedra Negra San Esteban, der dort bis auf 1500 m ansteigt.

## Geographie
Tunas Nuevo liegt in der Region Chiquitania zwischen den Schwemmlandebenen des Río Piraí und des Río Grande im Westen und den Chiquitos-Hügelländern im Osten. Das Klima ist semihumid, die Temperaturen schwanken im Tagesverlauf und im Jahresverlauf nur unwesentlich.
Die Jahresdurchschnittstemperatur liegt bei 24 bis 25 °C, mit monatlichen Durchschnittstemperaturen zwischen knapp 27 °C im Dezember und Januar und unter 21 °C im Juni und Juli (siehe Klimadiagramm Pailón). Der Jahresniederschlag beträgt rund 950 mm, der Trockenzeit von Juli bis September steht eine ausgeprägte Feuchtezeit von November bis Februar gegenüber, in der die Monatswerte bis 140 mm erreichen.

## Verkehrsnetz
Tunas Nuevo liegt in einer Entfernung von 168 Straßenkilometern östlich von Santa Cruz, der Hauptstadt des Departamentos.
Von Santa Cruz aus führt die asphaltierte Nationalstraße Ruta 4/Ruta 9 in östlicher Richtung über Cotoca nach Puerto Pailas, überquert den Río Grande und teilt sich 14 Kilometer später in Pailón. Von hier aus führt die Ruta 4 auf 587 Kilometern über Cañada Larga, Tres Cruces, Pozo del Tigre und Tunas Nuevo nach San José de Chiquitos und weiter bis Puerto Suárez an der brasilianischen Grenze, die Ruta 9 führt 1175 Kilometer nach Norden bis Guayaramerín.

## Bevölkerung
Die Einwohnerzahl der Ortschaft ist in dem Jahrzehnt zwischen den beiden letzten Volkszählungen auf fast das Vierfache angestiegen:
| Jahr | Einwohner         | Quelle       |
| ---- | ----------------- | ------------ |
| 1992 | keine Detaildaten | Volkszählung |
| 2001 | 104               | Volkszählung |
| 2012 | 414               | Volkszählung |
| 2024 |                   | Volkszählung |